# Strukturní izomer
Strukturní (podle Mezinárodní unie pro čistou a užitou chemii (IUPAC) konstituční) izomery jsou molekuly, které mají stejný sumární vzorec, ale mají různě uspořádané atomy, čímž se liší od stereoizomerů, u kterých se vyskytují stejné vazby ve stejném pořadí a liší se pouze jejich prostorové uspořádání.

## Řetězcové izomery
U řetězcových izomerů jsou jejich hlavní (obvykle uhlíkové) řetězce rozdílně uspořádány a vytvářejí tak odlišné struktury, například pentan má tři strukturní izomery: n-pentan (často nazývaný pouze jako pentan), isopentan (2-methylbutan) a neopentan (dimethylpropan).
|          |           |           |
| n-pentan | Isopentan | Neopentan |

## Poziční izomery (regioizomery)
U pozičních izomerů jsou funkční skupiny nebo jiné substituenty navázány na odlišná místa základní struktury. V níže zobrazeném případě může hydroxylová skupina na n-pentanovém řetězci zaujímat tři různé pozice a tvořit tak tři různé sloučeniny.
|             |             |             |
| Pentan-1-ol | Pentan-2-ol | Pentan-3-ol |

U mnoha aromatických sloučenin existují poziční izomery, protože mají substituenty různé vzájemné polohy na benzenovém jádru. Fenol má pouze jeden izomer, zatímco u kresolu existují tři izomery, jelikož se druhá methylová skupina může nacházet ve třech různých polohách vzhledem k první skupině. Xylenol má na benzenovém jádru připojenou jednu hydroxylovou a dvě methylové skupiny a vysktuje se celkem v šesti izomerech.
|             |             |             |
| 2,3-xylenol | 2,4-xylenol | 2,5-xylenol |
|             |             |             |
| 2,6-xylenol | 3,4-xylenol | 3,5-xylenol |

## Funkční izomery
Funkční izomery jsou strukturní izomery, které mají stejný sumární vzorec, ovšem jejich atomy jsou odlišně pospojovány, a tak neobsahují stejné funkční skupiny.
Jako příklad lze uvést cyklohexan a hex-1-en, které mají shodný sumární vzorec C6H12. Patří mezi funkční izomery, protože cyklohexan je cykloalkan, zatímco hex-1-en patří mezi alkeny.
|            |          |
| Cyklohexan | Hex-1-en |

Aby dvě molekuly byly funkčními izomery, musí mít funkční skupiny uspořádané určitým způsobem; příkladem může být vzorec C2H6O, který, v závislosti na uspořádání atomů, může patřit dvěma různým sloučeninám, kterými jsou dimethylether CH3-O-CH3 a ethanol. Ethanol a dimethylether jsou tedy funkční izomery.
Pokud jsou funkční skupiny stejné, pouze umístěné na různých místech, pak tyto strukturní izomery nejsou funkčními izomery. Propan-1-ol a propan-2-ol jsou strukturní, ovšem nikoliv funkční izomery - obě tyto látky patří mezi alkoholy.
Funkční izomery se obvykle identifikují pomocí infračervené spektroskopie. Infračervené spektrum látky odpovídá energiím spojeným hlavně s vibracemi molekul. Alkoholová skupina má díky vodíkové vazbě výraznou vibraci na určité vlnové délce a všechny alkoholy v kapalném a pevném skupenství absorbují infračervené záření o této vlnové délce.